# Caenurgia
Caenurgia là một chi bướm đêm thuộc họ Erebidae.

## Các loài
- Caenurgia adusta (Walker, 1865)
- Caenurgia camptogramma (Dognin, 1919)
- Caenurgia chloropha (Hübner, 1818) (đồng nghĩa: Caenurgia convalescens (Guenée, 1852), Caenurgia purgata (Walker, 1858), Caenurgia socors Walker, 1858)
- Caenurgia escondida (Schaus, 1901)
- Caenurgia fortalitium (Tauscher, 1809)
- Caenurgia phasianoides (Guenée, 1852)
- Caenurgia runica (Felder và Rogenhofer, 1874) (đồng nghĩa: Caenurgia magalhaensi (Staudinger, 1899), Caenurgia tehuelcha (Berg, 1875))
- Caenurgia togataria (Walker, 1862) (đồng nghĩa: Caenurgia adversa (Grote, 1875))